# Charles IV của Pháp
Charles IV của Pháp và Carlos I của Navarra (18/19 tháng 6 năm 1294 - 1 tháng 2 năm 1328) là vua Pháp và Navarra và Bá tước xứ Champagne từ 1322 tới khi qua đời và là vị vua cuối cùng của nhà Capet.
Charles là người con thứ ba của Philippe IV. Vì mẹ của Charles là Juana I của Navarra, Charles được thừa kế xứ Navarra của mẹ và trở thành Charles I, vua xứ Navarra. Trước Charles là 2 người anh trai cũng từng trị vì Pháp: Louis X và Philip V nhưng đều không có con trai nối dõi. Charles cũng vậy, ông qua đời ở tuổi 33 mà chỉ có một cô con gái sống sót, Blanche. Sau khi Charles băng hà, nhánh khác của dòng họ Capet lên trị vì và Philip VI lên ngôi.
Từ năm 1314 trước khi lên ngôi, Charles là Bá tước La Marche. 